# 彥根喵
彥根喵（日语：ひこにゃん），又稱彥喵，是日本滋賀縣彥根城為紀念築城四百年而創造出來的地區吉祥物 。

## 簡介
彥根喵是彥根城為了2007年的「國寶・彦根城築城400年祭」所設計的官方吉祥物，經過名稱募集後，在2006年4月13日確定使用『ひこにゃん』這個名稱，而4月13日這天也被設定為彥根喵的生日。名字中的ひこ（hiko）為彥根城的「彥」字日語讀音，にゃん（nya-n）則為日语中形容猫咪叫声的一个拟声词。
彥根貓的外型為一只三頭身、身體微胖的白色貓咪，頭上戴著日本戰國時代的武士頭盔，其頭盔的設計構想自彥根藩第一代藩主井伊直政的紅色戰甲。而以貓咪作為設定，則源於彥根城第二代藩主井伊直孝與貓之間的相關傳說。

## 腳註
1. ↑  相傳江戶時代，井伊直孝在江戶的獵鷹歸途中路過一間寺廟門口，看到一隻貓在門口舉著手招呼，便進入廟裡休息。此時外面突然風雨交加，井伊直孝因此得以不被淋濕。另一版本則是雷電擊中井伊直孝剛剛所站的那棵樹，而那隻貓因此救了他的命。

## 外部連結
- 彥根喵官方網站 （页面存档备份，存于）（日語）
- 彥根喵的Facebook專頁（日語）